# Tartarughe Ninja (film)
Tartarughe Ninja (Teenage Mutant Ninja Turtles) è un film del 2014 diretto da Jonathan Liebesman.
Basati sui fumetti delle Tartarughe Ninja di Kevin Eastman e Peter Laird, segna il riavvio della serie cinematografica in live-action.
L'uscita della pellicola è stata fissata in concomitanza con il trentesimo anniversario dall'uscita della prima serie dei fumetti delle Tartarughe Ninja, avvenuta a maggio del 1984.

## Trama
New York City è terrorizzata dai soldati del Clan del Piede, guidato dal malvagio Shredder. April O'Neil, una giornalista del Channel 6, cerca insieme al suo cameraman Vernon Fenwick le prove riguardanti il Clan del Piede, ma fallisce continuamente. La ragazza nota alcuni soldati del clan mentre trasportano materiale tossico nel porto e mentre cerca di filmarli, ma un misterioso personaggio con un colpo fulmineo li sconfigge tutti disegnando un simbolo giapponese che April riconosce. Dopo averlo raccontato al canale tutti la scambiano per pazza. Nel frattempo Shredder ordina a sua figlia adottiva Karai di prendere ostaggi nella metropolitana della città per attirare nuovamente il misterioso giustiziere. April, che si trova tra gli ostaggi, riesce a filmare stavolta quattro giustizieri che sconfiggono i soldati e scappano. April li insegue fino a un tetto dove scopre che sono quattro tartarughe ninja mutanti adolescenti: Leonardo, Raffaello, Michelangelo e Donatello. Quest'ultimo formatta il telefono della ragazza per cancellare il filmato fatto su di loro, dopodiché i ninja tornano nel loro covo, dove vengono rimproverati dal loro padre e maestro Splinter, che ordina loro di portare April al covo per proteggerla.
Intanto April trova un filmato del padre Kirby O'Neil dove in realtà Leonardo, Raffaello, Michelangelo e Donatello erano quattro tartarughine d'acqua e Splinter un ratto, a cui essa era affezionata. Così dopo avere raccontato tutto al suo capo di lavoro, Bernadette Thompson, April viene licenziata. A questo punto April va dall'unica persona che può crederle, Eric Sacks, uno scienziato che ha lavorato con il padre, rivelandole che essi stavano lavorando sul "Progetto Rinascimento", una serie di esperimenti sugli animali a cui veniva quotidianamente iniettata una strana sostanza verde chiamata mutageno. In realtà Sacks lavora per Shredder e mette anche un rilevatore nella tasca della giacca di April, che se ne va senza sospettare niente. Le tartarughe conducono April al loro covo, dove Splinter racconta alla ragazza la verità: quando Kirby O'Neil si accorse che lavorando con Eric Sacks stava lavorando anche per Shredder distrusse il laboratorio, provocando un incendio che lo uccise, mentre April spaventata condusse le tartarughe e Splinter nelle fogne, dove erano al sicuro. Il mutageno iniettato loro cominciò a provocare una lenta mutazione fisica e mentale. Così Splinter tenne nascoste le tartarughe per quindici anni per paura che uscendo fossero derisi. Dopo trovò nelle fogne un libro di ninjitsu che insegnò ai suoi "figli".
Il rilevatore nascosto nella giacca di April si attiva e il covo viene invaso dai ninja del Clan del Piede e Shredder, che prima sconfigge Splinter, ferendolo, poi cattura Leonardo, Michelangelo e Donatello, mentre Raffaello scappa per portare in salvo April.
April insieme a Raffaello va da Vern, che ingaggia un inseguimento sulle montagne nevose avendo liberato le tartarughe e rubato un camion blindato. Le tartarughe svelano a Vern e a April il piano di Sacks, ovvero diffondere una tossina sulla città e vendere l'antidoto a peso d'oro. Le tartarughe vanno nella Sacks Industries e dopo essere sfuggiti a un esercito di soldati del clan del piede arrivano sul tetto dove Shredder sta per diffondere la tossina. April e Vern uccidono Sacks, che prima di morire afferma di essere l'assassino del padre di April. Le tartarughe cercano di sconfiggere Shredder, che però è troppo forte, tanto da ferire addirittura Raffaello. Grazie a un astuto stratagemma il gruppo riesce a fare crollare la cima del palazzo e a fare precipitare nel vuoto Shredder, il quale, nonostante la caduta, riesce a sopravvivere. Le tartarughe così riescono a sventare il malefico piano di Shredder e con l'ultima dose di antidoto rimasto riescono a salvare il loro maestro Splinter. Dopo questi fatti, dato che il loro covo è stato distrutto, creano un veicolo super blindato chiamato il "Tarta Carro", definito così da Michelangelo, che canta Happy Together ad April.

## Produzione
Durante le riprese il progetto venne chiamato Foursquare, per tenere segreto il vero titolo del film e il progetto stesso.
Il film viene ripreso con la tecnica della motion capture, mentre gli effetti speciali del film sono curati dalla Industrial Light & Magic.
È il primo film sulle Tartarughe Ninja a uscire in 3D.

### Riprese e location
Le riprese del film sono iniziate ad aprile del 2013 e si sono svolte a New York.

### Cast
Per il ruolo di April O'Neil sono state testate le attrici Jane Levy, Anna Kendrick ed Elizabeth Olsen, prima che fosse scelta Megan Fox.

### Personaggi
In questo film le caratteristiche delle Tartarughe Ninja sono basate sulla serie animata del 2003, dove Leonardo è un samurai, Raffaello è un combattente, Michelangelo è un punk, Donatello è un riparatutto. Il loro acerrimo nemico, Shredder, con il suo carattere oscuro, freddo e crudele, indossa un'armatura samurai robotica dotata di dodici lame retrattili, sei per braccio, che possono essere scagliate e ritornare indietro.
In tutto i personaggi digitali sono sei: le quattro Tartarughe Ninja, Shredder e Splinter.

### Regia
Prima di mettere sotto contratto Jonathan Liebesman fu sondato anche Brett Ratner come possibile regista per il film.

## Distribuzione
Il 26 marzo 2014 viene mostrato in anteprima mondiale il primo trailer durante il CinemaCon di Las Vegas, mentre il 27 marzo viene diffuso il primo sneak peek seguito poche ore dopo dal trailer.
La pellicola è stata distribuita nelle sale cinematografiche statunitensi a partire dall'8 agosto 2014, mentre in quelle italiane dal 18 settembre successivo.

## Accoglienza

### Incassi
Nei primi tre giorni di distribuzione statunitense il film ha incassato ben 65 milioni di dollari, andando ben oltre le aspettative della Paramount Pictures, che erano di circa 45 milioni. Complessivamente la pellicola ha racimolato 485.004.754 dollari.

### Critica
Il film ha ricevuto giudizi negativi da parte della critica. Sul sito Rotten Tomatoes ottiene il 21% delle recensioni professionali positive con un voto medio di 4,2 su 10, basato su 165 critiche. Il consenso del sito recita: "Né abbastanza divertente per raccomandare né straordinariamente terribile, Tartarughe Ninja può sopportare l'onore di essere il film su rettili bipedi più noioso mai fatto". Jake Wilson, del The Sydney Morning Herald, ha dato al film un voto di 2 su 5 descrivendolo come "intrattenimento usa e getta, ma in una certa misura si tratta di una parodia di film di supereroi seri come quelli con la regia di Christopher Nolan".

## Riconoscimenti
- 2014 - Razzie Awards
  - Peggior attrice protagonista a Megan Fox
  - Candidatura per il peggior film
  - Candidatura per il peggior regista a Jonathan Liebesman
  - Candidatura per il peggior remake, rip-off o sequel
  - Candidatura per la peggior sceneggiatura a Josh Appelbaum, André Nemec e Evan Daugherty
- 2015 - Kids' Choice Awards[17]
  - Candidatura per il film preferito dell'anno
  - Candidatura per l'attore cinematografico preferito a Will Arnett
  - Candidatura per l'attrice cinematografica preferita a Megan Fox

## Sequel
Dopo il grande successo del primo weekend statunitense la Paramount Pictures ha annunciato il sequel della pellicola, fissando la data di uscita al 3 giugno 2016, confermando Josh Applebaum e André Nemec alla sceneggiatura, e Michael Bay, Brad Fuller e Andrew Form come produttori tramite la loro Platinum Dunes.
A dicembre del 2014 viene annunciato il nome del regista, che non sarà più Jonathan Liebesman, ma Dave Green, regista di Earth to Echo.